# Кадлец, Арнольд
Арнольд Кадлец (чеш. Arnold Kadlec; род. 8 января 1959, Мост, Чехословакия) — чехословацкий хоккеист, защитник. В составе сборной Чехословакии двукратный участник Олимпийских игр, серебряный призёр Олимпийских игр 1984 года в Сараево, участник Кубка Канады 1981 и 1984 года, чемпион мира 1985 года, двукратный серебряный призёр чемпионатов мира.

## Биография
Арнольд Кадлец провёл почти всю свою карьеру в клубе «Литвинов». С 1976 по 1989 год выступал в чемпионате Чехословакии. В 1989 году уехал за границу, играл в Италии и Финляндии. Закончил карьеру в 1992 году в чешском клубе «Хомутов».
C 1979 по 1987 год играл за сборную Чехословакии. Участник ЧМЕ 1981-1983, 1985, 1986 (41 матч, 7 голоы). ЗОИ 1980 И 1984 (13 матчей, 3 гола), розыгрышей Кубка Канады (10 матчей, 1 гол). Становился серебряным призёром Олимпийских игр 1984 года и чемпионатов мира 1982 и 1983 годов. Самым главным успехом в карьере стала золотая медаль чемпионата мира 1985 года, проходившего в Чехословакии. 19 декабря 2013 года принят в Зал славы чешского хоккея.

## Достижения
- Чемпион мира 1985
- Серебряный призёр чемпионата мира 1982
- Серебряный призер чемпионата мира и Европы 1983
- Серебряный призер чемпионата Европы 1985
- Бронзовый призёр чемпионата мира и Европы 1981
- Бронзовый призер чемпионата Европы 1982
- Серебряный призёр Олимпийских игр 1984
- Серебряный призёр молодёжного чемпионата мира 1979
- Серебряный призёр чемпионата Чехословакии 1978, 1979, 1980, 1984
- Бронзовый призёр чемпионата Чехословакии 1982

## Статистика
- Чемпионат Чехословакии — 466 игр, 252 очка (102 шайбы + 150 передач)
- Чемпионат Италии — 21 игра, 22 очка (5+17)
- Чемпионат Финляндии — 29 игр, 15 очков (4+11)
- Сборная Чехословакии — 176 игр, 21 шайба
- Всего за карьеру — 692 игры, 132 шайбы